# Митхила

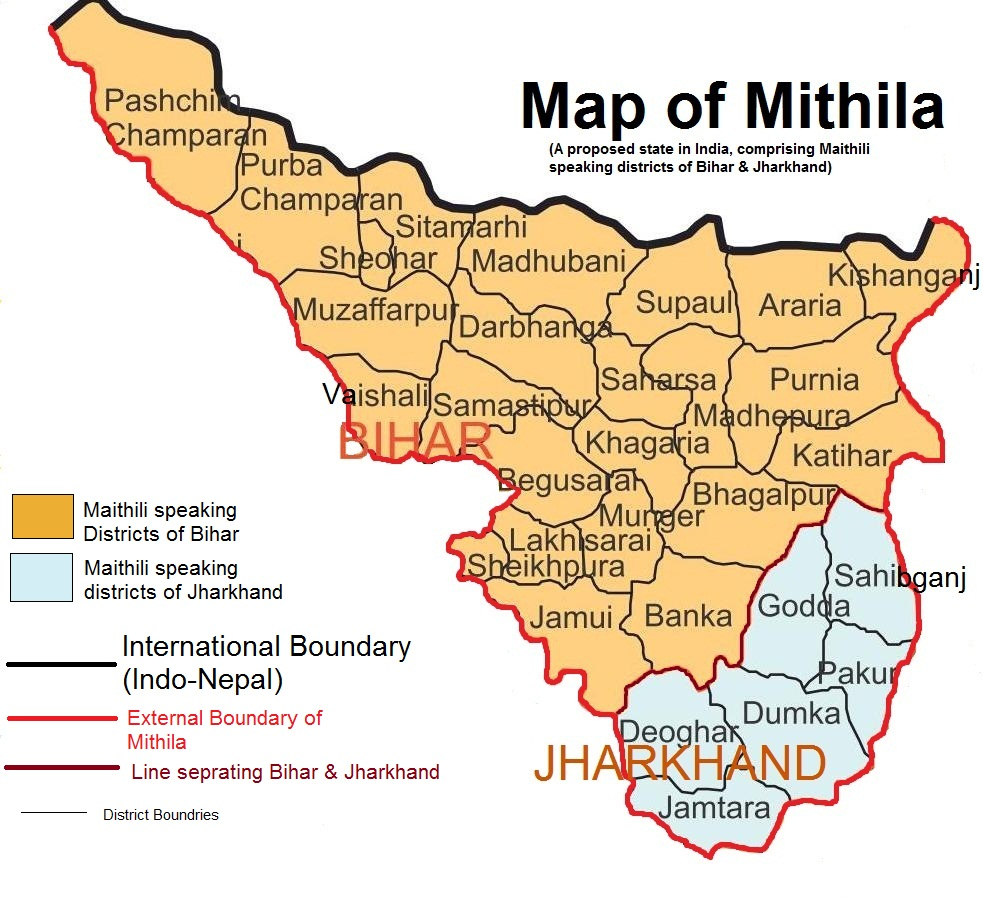
Карта штата Митхила с указанием округов.

Митхи́ла (санскр. मिथिला, IAST: mithilā) — город в Древней Индии, столица царства Видеха. Часто Митхилой называют само царство Видеха, а также современные территории, которые когда-то являлись его частью. Митхилу принято отождествлять с современным городом Джанакпуром в Непале. Регион Митхила расположен на северо-востоке Индо-Гангской равнины, на территории современного индийского штата Бихар и части территории Непала. Считается, что дворец правителя Видехи и отца Ситы Джанаки располагался в 21 км от Джанакпура, в современной деревне Диджагал.
Согласно историку Д. Д. Косамби, в ведийском тексте «Шатапатха-брахмане» говорится, что царь Матхава Видегха вместе с брахманом Готамой Рахуганой, впервые пересёк реку Саданиру (Гандаки) и основал царство Видеха. Готама Рахугана был ведийским риши, которому приписывается составление многих гимнов первой мандалы «Риг-веды». В некоторых из них он прославляет Свараджью, другое название государства Видегхи. Следовательно, Матхава Видегха жил в доригведийский период, задолго до составления «Шатапатхи-брахманы», которую учёные датируют X веком до н. э.
Самое важное упоминание о Митхиле содержится в древнеиндийском эпосе «Рамаяне», где говорится, что супруга Рамы Сита была царевной Видехи, дочерью правителя царства Джанаки. В индуистской литературе приводятся имена нескольких десятков царей, правивших Митхилой в древности.
Позднее в Митхиле жили основоположник буддизма Будда и 24-й и последний тиртханкара джайнов Махавира. Родом из Митхилы был Мандана Мишра — индуистский святой и философ, которого считают воплощением Брахмы, индуистский философ Прабхакара.
В Митхиле во времена Джанаки состоялась беседа брахмана Каушики с охотником Дхармавьядхой, описанная в «Араньякапарве» и представляющая собой один из самых блестящих философских диалогов «Махабхараты».
Местные индуистские организации неоднократно поднимали вопрос о выделении Митхилы в отдельный штат.
В соседнем Непале Митхилой иногда называют 2-ю провинцию.